# Resolutie 1789 Veiligheidsraad Verenigde Naties
Resolutie 1789 van de Veiligheidsraad van de Verenigde Naties werd op 14 december 2007
unaniem aangenomen door de VN-Veiligheidsraad
en verlengde de VN-vredesmissie op Cyprus met een half jaar.

## Achtergrond
Nadat in 1964 geweld was uitgebroken tussen de Griekse- en Turkse bevolkingsgroep op Cyprus stationeerden
de VN de UNFICYP-vredesmacht op het eiland, waarvan het mandaat sindsdien om het half jaar wordt verlengd. In 1974
bezette Turkije het noorden van Cyprus na een Griekse poging tot staatsgreep. In 1983
werd dat noordelijke deel met Turkse steun van Cyprus afgescheurd. Midden 1990 begon het toetredingsproces van
(Grieks-)Cyprus tot de Europese Unie, maar de EU erkent de Turkse Republiek Noord-Cyprus niet.

## Inhoud

### Waarnemingen
Volgens de secretaris-generaal bleef de situatie rond de
Groene Lijn in Cyprus rustig en daalde het aantal incidenten. Bij beide partijen werd er wel op aangedrongen
de spanningen niet te doen oplopen en ook om allesomvattende onderhandelingen voor te bereiden, volgend op het
akkoord van 8 juli 2006.

### Handelingen
De Veiligheidsraad bevestigde dat het huidige status quo onaanvaardbaar was en dat de impasse al te lang had
geduurd. Hij verlengde ook het mandaat van de UNFICYP-vredesmacht tot 15 juni 2008.
Bij de Turks-Cyprioten en het Turkse leger werd er ook nog eens op aangedrongen het militaire status quo
in Strovilia van vóór 30 juni 2000 te herstellen.

## Verwante resoluties
- Resolutie 1728 Veiligheidsraad Verenigde Naties (2006)
- Resolutie 1758 Veiligheidsraad Verenigde Naties
- Resolutie 1818 Veiligheidsraad Verenigde Naties (2008)
- Resolutie 1847 Veiligheidsraad Verenigde Naties (2008)

Lijst ·  1739 ·  1740 ·  1741 ·  1742 ·  1743 ·  1744 ·  1745 ·  1746 ·  1747 ·  1748 ·  1749 ·  1750 ·  1751 ·  1752 ·  1753 ·  1754 ·  1755 ·  1756 ·  1757 ·  1758 ·  1759 ·  1760 ·  1761 ·  1762 ·  1763 ·  1764 ·  1765 ·  1766 ·  1767 ·  1768 ·  1769 ·  1770 ·  1771 ·  1772 ·  1773 ·  1774 ·  1775 ·  1776 ·  1777 ·  1778 ·  1779 ·  1780 ·  1781 ·  1782 ·  1783 ·  1784 ·  1785 ·  1786 ·  1787 ·  1788 ·  1789 ·  1790 ·  1791 ·  1792 ·  1793 ·  1794